# Земо Хандакі
Земо Хандакі (груз. ზემო ხანდაკი) — село в Грузії.
За даними перепису населення 2014 року в селі проживає 1561 особа.